# Nöt
För andra betydelser, se nötkreatur.

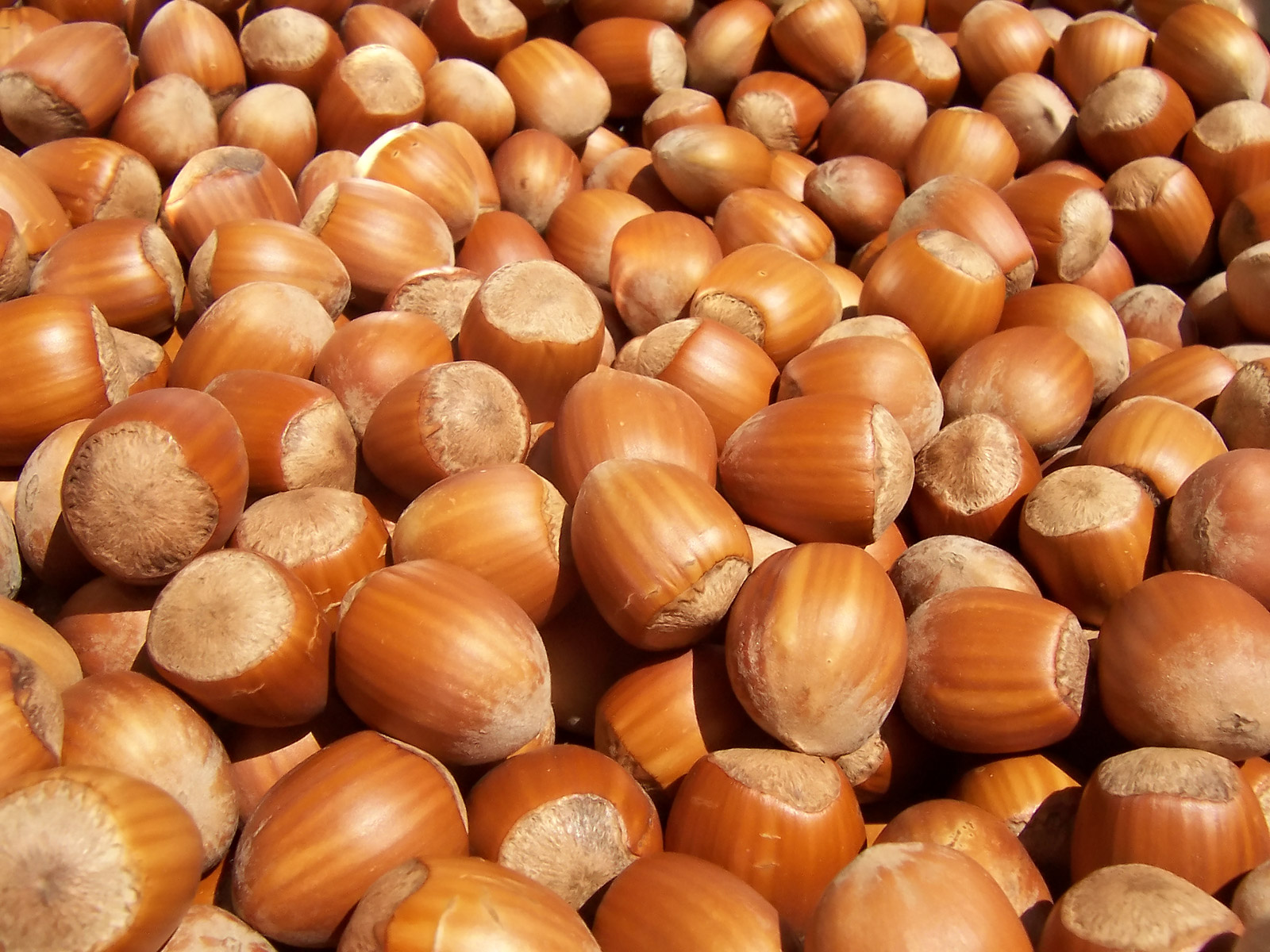
Hasselnötter

Nötter är inom botaniken hårda, torra, skalförsedda, vanligen enfröiga äkta frukter inom undergruppen torra frukter som inte öppnar sig för att släppa iväg fröna när de är mogna. I vardagligt tal syftar dock nötter på alla hårda, ätbara (frukt)kärnor. Detta inkluderar torkade frön och frukter som botaniskt sett inte är nötter. Nötter är en viktig näringskälla för både människor och djur. Nöten har ofta en fettrik kärna som går att äta. Kärnans smak är oftast mild.

## Definitioner

### Botanisk definition
Nöten är en sammansättning av fröet och frukten, där frukten inte öppnar sig för att släppa loss fröet. De flesta frön kommer från frukter, där fröna är separerade från frukten; detta skiljer sig från nötter som hasselnötter, kastanjer, ekollon och jordgubbar som har en stenfruktsvägg och härrör från ett sammansatt fruktämne.
En nöt öppnas inte när den har mognat, utan öppnar sig när fröet skall gro. Olika nötter sprider sig på olika sätt. Exempel på sätt som de sprider sig på kan vara genom vingar, på vilket björkfrön sprider sig, penslar, med vilka exempelvis maskrosor sprider sig. Detta kallas vindspridning. Vissa nötter sprider sig genom att haka fast sig i djurs pälsar.

### Kulinarisk/vardaglig definition
En del frukter som i vardagligt tal benämns nöt är inte nöt i botanisk eller vetenskaplig mening. Exempel på detta är frukter som kokosnötter och valnötter. Ordet "nöt" har använts länge i svenska språket, sedan fornsvenskans äldre tid. I fornsvenskan har det hetat nyt, not och nut. Det är ett gemensamt ord inom många germanska språk, och är möjligtvis besläktat med det latinska nux med samma betydelse.
Det kulinariska användandet av termen är inte lika restriktivt som det botaniska, och några nötter definieras som nötter i matlagningen, likt jordnötter, pistaschnötter, mandlar och paranötter, men är inte nötter i en biologisk mening. Det vardagliga användandet av termen syftar vanligtvis på alla hårda, ätbara kärnor. En annan kulinarisk kuriositet är att frukterna hos smultron och jordgubbar är nötter - det röda köttiga som vi kallar "bär" är en skenfrukt (en uppsvälld blomaxel) och de små "fröna" på "bäret" är de egentliga frukterna: nötter.

## Näring

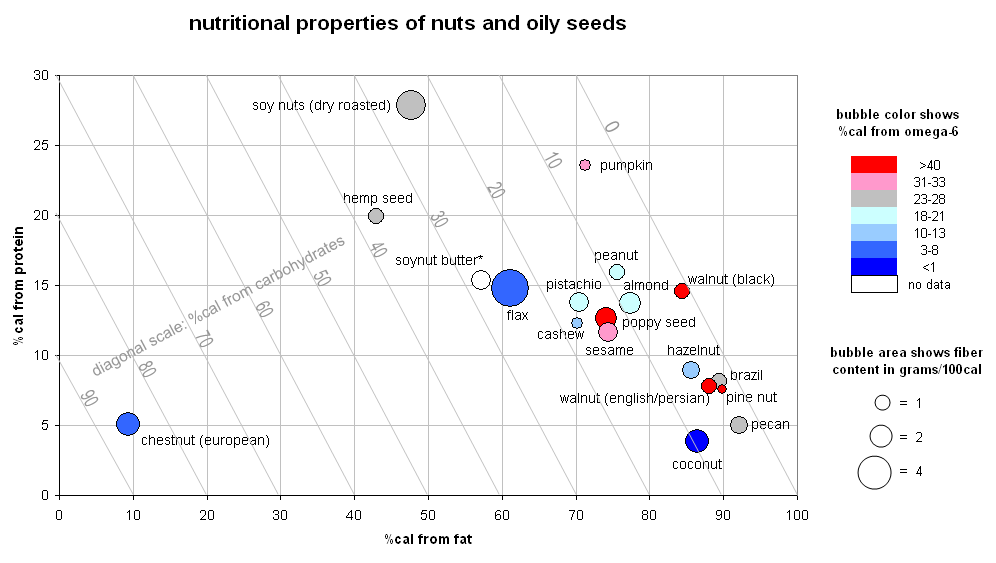
Ett diagram som visar nötters och oljerika fröns näringsmässiga egenskaper.

Flera epidemiologiska studier har visat att personer som äter nötter regelbundet har en mindre tendens att drabbas av hjärtsjukdomar. Nötter kopplades först samman med detta 1993. Sedan dess har många kliniska prövningar påvisat att konsumtion av olika nötter som mandlar (dock egentligen ett frö) och valnötter kan sänka koncentrationer av serum LDL-kolesteroler. Även om nötter innehåller olika substanser som tros inneha hjärtskyddande effekter, tror forskare att nötters innehåll av Omega 3-fettsyror är åtminstone delvis ansvariga för den hypolipidemiska respons som observerats i kliniska prövningar.
Förutom de hjärtskyddande effekterna har nötter allmänt ett väldigt lågt glykemiskt index. Följaktligen rekommenderar dietister ofta att nötter skall vara en del av dieter för patienter med problem med insulinresistans såsom typ 2-diabetes.
En studie visade att personer som äter nötter lever två till tre år längre än de som inte gör det. Det kan dock vara på grund av att personer som äter nötter tenderar att äta mindre skräpmat.
Nötter innehåller alla viktiga fettsyror, linolsyror och linolensyror som behövs för fysisk, mental och växtutveckling, välmående hår och hud, blodtryckskontroll, immunologiska responser och koagulering av blod. Därutöver är det fett som finns i nötter mestadels omättat, speciellt enkelomättat. Denna fettyp ökar inte blodkolesterolnivåerna som mättade fetter.
Vidare är nötter en av de bästa naturliga källorna av vitamin E och B2 (riboflavin, en antioxidant), och är rika på protein, folsyra, fibrer samt essentiella mineraler som magnesium, fosfor, kalium, koppar och selen.

## Nötter som livsmedel
| Jordnötter är baljväxter och valnötter är stenfrukter, inte botaniska nötter, men kallas nötter när det handlar om dem som livsmedel. |  | Jordnötter är baljväxter och valnötter är stenfrukter, inte botaniska nötter, men kallas nötter när det handlar om dem som livsmedel. |
| Jordnötter är baljväxter och valnötter är stenfrukter, inte botaniska nötter, men kallas nötter när det handlar om dem som livsmedel. |  | |

Med nötter avser man i dagligt tal inom matlagning oftast följande:
- Cashewnöt (egentligen fröet från en stenfrukt)
- Chilensk hasselnöt (egentligen fröet från en stenfrukt)
- Hasselnöt
- Jordnöt (egentligen en baljväxt)
- Kokosnöt (egentligen en stenfrukt)
- Macadamianöt (egentligen fröet från en stenfrukt)
- Mandel (egentligen fröet från en stenfrukt)
- Muskotnöt (egentligen fröet från en arillusfrukt)
- Paranöt (egentligen fröet från en stenfrukt)
- Pistaschnöt (egentligen fröet från en stenfrukt)
- Pekannöt (egentligen fröet från en stenfrukt)
- Valnöt (egentligen stenen från en stenfrukt. Valnötskärnan är fruktens frö)

Många nötter är vanliga allergener och de allergiska reaktioner de orsakar är ofta kraftiga. Även spår av nötter i produkter kan orsaka allergiska reaktioner. Vissa livsmedelsföretag utesluter därför nötter helt från sina produktionslinjer. Korsallergier med pollen förekommer, då ämnen i nötter kan likna allergena ämnen i pollen så mycket att kroppens immunförsvar tar fel och reagerar även på detta ämne.
Nötter är ett vanligt innehåll i bland annat choklad.

## Källhänvisningar
Den här artikeln är helt eller delvis baserad på material från engelskspråkiga Wikipedia, tidigare version.
1. 1 2 3  nöt i Nationalencyklopedins nätupplaga ur den svenska ordboken. Läst den 30 maj 2010.
2. 1 2   nöt i Nationalencyklopedins nätupplaga. Läst 30 maj 2010.
3. ↑  Alasalvar, Cesarettin; Shahidi, Fereidoon. Tree Nuts: Composition, Phytochemicals, and Health Effects (Nutraceutical Science and Technology). CRC. sid. 143. ISBN 978-0-8493-3735-2
4. ↑  Black, Michael H.; Halmer, Peter (2006). The encyclopedia of seeds: science, technology and uses. Wallingford, UK: CABI. sid. 228. ISBN 978-0-85199-723-0
5. ↑  Fragaria på Den virtuella floran.
6. ↑  Kelly JH, Sabaté J (2006) Nuts and coronary heart disease: an epidemiological perspective. Br J Nutr 96, S61-S67.
7. ↑  Sabaté J, Fraser GE, Burke K, Knutsen SF, Bennett H, Linsted KD (1993) Effects of walnuts on serum lipid levels and blood pressure in normal men. N Engl J Med 328, 603-607.
8. ↑  Rajaram S, Hasso Haddad E, Mejia A, Sabaté J (2009) Walnuts and fatty fish influence different serum lipid fractions in normal to mildly hyperlipidemic individuals: a randomized controlled study. Am J Clin Nutr 2009, 89, 1657S-1663S.
9. ↑  David Mendosa (2002). ”Revised International Table of Glycemic Index (GI) and Glycemic Load (GL) Values”. Arkiverad från originalet den 10 november 2010. https://web.archive.org/web/20101110004946/http://www.mendosa.com/gilists.htm. Läst 23 november 2007.
10. ↑  Josse AR, Kendall CWC, Augustin LSA, Ellis PR, Jenkins DJA (2007) Almonds and postprandial glycemia — a dose response study. Metabolism, 56, 400-404.
11. ↑  Fraser GE, Shavlik DJ (2001) Ten years of life: Is it a matter of choice? Arch Int Med, 161, 1645-1652.
12. ↑  "ABC News: The Places Where People Live Longest". URL accessed January 18, 2007.
13. ↑  Kris-Etherton PM, Yu-Poth S, Sabaté J, Ratcliffe HE, Zhao G, Etherton TD (1999) Nuts and their bioactive constituents: effects on serum lipids and other factors that affect disease risk. Am J Clin Nutr 70, 504S-511S.